# Going On!
Singles de Guardians 4
Party Time / Watashi no Tamago
(2009)
Going On! est le quatrième et dernier single du groupe de J-pop Guardians 4, sorti le 20 janvier 2010 au Japon sur le label Pony Canyon.
Il atteint la 8e place du classement Oricon. Sortent aussi une édition limitée du single avec un DVD bonus, et une version "Single V" (vidéo) deux semaines plus tard. La chanson-titre, interprétée par Guardian 4, sert de générique d'ouverture à l'émission Shugo Chara!! Party qui fait suite à la série anime Shugo Chara. La chanson en "face B", Arigatō ~Ōkiku Kansha~, interprétée par Shugo Chara Egg!, l'autre groupe créé pour la série, sert de générique d'ouverture à un segment de cette même émission : Shugo Chara!!! Dokki Doki. Les deux chansons figureront sur la compilation Shugo Chara! Song Best qui sort deux mois plus tard. La chanson-titre figurera également sur la compilation de fin d'année du Hello! Project Petit Best 11. L'émission se terminant peu après, les deux groupes cessent également leurs activités.

## Liste des titres
CD Single
1. Going On! (par Guardians 4)
2. Arigatō ~Ōkiku Kansha~  (ありがとう ~大きくカンシャ!~?) (par Shugo Chara Egg!)
3. Going On! (Instrumental)
4. Arigatō ~Ōkiku Kansha~  (Instrumental) (ありがとう ~大きくカンシャ!~...?)

DVD de l'édition limitée
1. Guardians 4 Jacket Making of (ガーディアンズ4 ジャケット撮影メイキング?)
2. Shugo Chara Egg! Artist Photo Making of (しゅごキャラエッグ! アーティスト写真撮影メイキング?)

Single V
1. Going On! (PV)
2. Going On! (Close Up Version)
3. Going On! (Dance Shot Version)
4. PV Making (PV撮影メイキング?)